# Yacimiento de icnitas de Ababuj
El yacimiento de icnitas de Ababuj se halla en el punto kilométrico 19 de la carretera de Ababuj a Aguilar del Alfambra, a ambos lados y a escasos metros de la misma. Las huellas, alrededor de 25, se encuentran en tres niveles distintos de calizas con grietas de desecación y distanciados no más de 40 o 50 cm. Contienen huellas aisladas, aunque algunas de ellas pueden pertenecer al rastro de un mismo individuo. La mayoría (20 icnitas) tienen forma ovalada y pueden atribuirse a Saurópodos, pero también hay 5 icnitas tridáctilas cuyo productor es incierto. Las ovaladas muestran variedad en sus dimensiones, lo cual indica una diversidad de tamaños de individuos o de circunstancias en el momento de producirse.
El análisis estratigráfico puntual del yacimiento describe una sucesión de materiales similar a las descritas en Galve en posición inferior al yacimiento de Las Zabacheras, siempre anterior a los niveles wealdienses constituidos por capas detríticas con intercalaciones de calizas continentales. Por tanto el yacimiento de icnitas de Ababuj se asienta sobre las facies Purbeck (parte alta de la Fm. Villar del Arzobispo de edad TitónicoBerriasiense). El ambiente de sedimentación que produjo las condiciones favorables para la formación de las huellas de dinosaurio de Ababuj fue la de una plataforma poco profunda con lagos relacionados con llanuras deltaicas, intercaladas entre sedimentos terrígenos con estructuras fluviales. Aunque las huellas presentaban buen estado, los procesos de meteorización actuantes en la litología fácilmente deleznable donde se encuentran, ha hecho que se degradaran.